# Philipp, Landgraf de Hesse
Philipp, Prinț și Landgraf de Hesse (n. 6 noiembrie 1896 – d. 25 octombrie 1980) a fost șeful Casei de Hesse  din 1940 până în 1980.
S-a alăturat partidului nazist în 1930, și, atunci când acesta a câștigat puterea odată cu numirea lui Adolf Hitler în funcția de cancelar în 1933, Prințul Philipp a devenit guvernator de Hesse-Nassau. A servit în acestă funcție din 1933. Totuși, nu s-a înțeles cu naziștii și a fost arestat în 1943, demis din funcția de guvernator iar anul următor a fost trimis în lagăre de concentrare, unde a rămas până a fost eliberat de  forțele americane.
A fost nepot al împăratului Frederic al III-lea al Germaniei și strănepot al reginei Victoria, ca și ginere al regelui Victor Emmanuel al III-lea al Italiei. Ruda sa Prințul Filip al Greciei și Danemarcei (soțul reginei Elisabeta a II-a) a fost numit după el la 10 iunie 1921.

## Familie și tinerețe
Philipp s-a născut la Schloss Rumpenheim în Offenbach, ca al treilea fiu al Prințului Frederic Karl de Hesse și a soției acestuia, Prințesa Margareta a Prusiei (sora împăratului Wilhelm al II-lea). Philipp a avut un frate geamăn, Wolfgang, doi frați mai mari și alți doi frați mai mici gemeni.

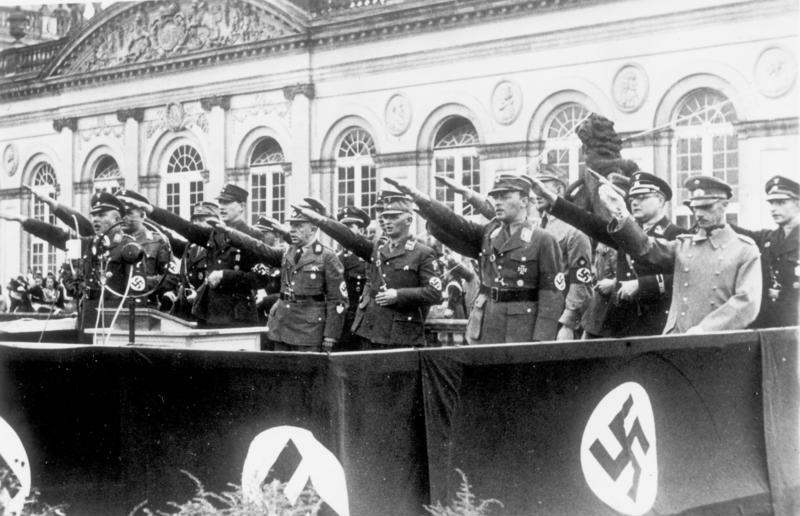
Philip de Hesse, al doilea din dreapta în primul rând, Kassel, 1933

Copil fiind, Philipp a avut guvernante engleze. În 1910, a fost trimis în Anglia să urmeze școala din Bexhill-on-Sea. După întoarcerea în Germania, a urmat Musterschule în Frankfurt apoi Realgymnasium în Potsdam. A fost singurul dintre frați care nu a urmat o academie militară.
La începutul Primului Război Mondial, Philipp s-a înrolat în regimentul 24 hessian de dragoni împreună cu fratele său mai mare Maximilian. Ei au servit în Belgia, unde Maximilian a fost ucis în octombrie. În 1915 și 1916, Philipp a servit pe frontul de Est în locul unde astăzi este Ucraina. A deținut rangul de locotenent (un rang foarte mic având în vedere ascendența sa princiară) și în principal a fost responsabil pentru achiziționarea de muniție. În 1917, el a servit pe Linia Siegfried, înainte de a reveni în Ucraina, unde a experimentat lupta activă și a fost rănit.
În 1916, fratele mai mare al lui Philipp, Friedrich Wilhelm, a murit în misiune și Philipp a devenit al doilea în linie pentru a-l succeda pe unchiului său ca șef al Casei de Hesse. În octombrie 1918, tatăl lui Philipp a fost ales rege al Finlandei. Philipp și-ar fi succedat tatăl ca șef al Casei de Hesse în timp ce fratele lui geamăn ar fi fost moștenitorul tronului finlandez. Cu toate acestea, planurile pentru o monarhie finlandeză s-au terminat brusc cu înfrângerea Germaniei; Finlanda a devenit republică în iulie 1919.
Din 1920 până în 1922, Philipp a urmat Universitatea Tehnică din Darmstadt unde a studiat istoria artei și arhitectura. A făcut câteva vizite în Grecia unde mătușa lui, Prințesa Sofia a Prusiei, era soția regelui Constantin I. În 1922 a părăsit universitatea fără să-și ia diploma și și-a luat o slujbă la Kaiser-Friedrich-Museum în Berlin. Anul următor s-a mutat la Roma unde și-a folosit conexiunile aristocratice pentru a deveni un designer de interior de succes.
Potrivit biografului Jonathan Petropoulos, probabil Philipp a fost bisexual. După o relație cu poetul Siegfried Sassoon s-a căsătorit cu Prințesa Mafalda de Savoia, fiica regelui Victor Emmanuel al III-lea al Italiei, la 23 septembrie 1925, la Castello di Racconigi aproape de Torino. Cuplul a avut patru copii:
- Prințul Moritz, Landgraf de Hesse (6 august 1926- 23 mai 2013)
- Prințul Heinrich Wilhelm Konstantin Viktor Franz (30 octombrie 1927–1999)
- Prințul Otto Adolf (3 iunie 1937, Roma - 3 ianuarie 1998, Hanovra); s-a căsătorit prima dată la 6 aprilie 1965 (div. 3 februarie 1969) la Trostberg cu Angela von Doering (1940-1991). Nu au avut copii. S-a recăsătorit la 28 decembrie 1988 (div. 1994) cu Elisabeth Bönker (n. 1944, Cehoslovacia). Nu au avut copii.
- Prințesa Elisabeta Margareta (n. 8 octombrie 1940, Roma, Italia) s-a căsătorit la 26 februarie 1962 la Frankfurt cu Friedrich Carl von Oppersdorf (1925-1985). Au avut doi fii.